# 弗爾斯特菲耶爾冰原島峰
71°55′S 5°49′W / 71.917°S 5.817°W
弗爾斯特菲耶爾冰原島峰（Førstefjellsrabben），是南極洲的冰原島峰，位於毛德皇后地的瑪塔公主海岸，處於弗爾斯特菲耶爾山以南10公里，屬於耶弗山脊的一部分。